# 伍嘉成
伍嘉成（英語：Katt Wu，1993年7月18日—），出生於中國廣東省台山市，中国大陸男歌手、舞者及演員，所属經紀公司為哇唧唧哇娱乐（天津）有限公司，現為男子音樂组合X玖少年團隊長及主唱。
2015年，参加浙江卫视真人秀《燃烧吧少年》，作为队长与队友在总决赛中胜出，赢得X-Fire称号。2016年9月，作为队长和主唱加入X玖少年团。同年10月，X玖少年团获得腾讯视频星光大赏「年度青春大势男团奖」。2017年4月2日，X玖少年团首场演唱会在上海大舞台正式開演。4月21日，个人获得首届Internet Film Festival网影盛典「网影十佳人气新星」奖。

## 經歷

### 早年經歷
1993年7月18日，出生于广东台山市；高中就读于广东省台山市台师高级中学。2016年，毕业于星海音乐学院流行音乐专业。曾在就讀大学期间参加过2015中国大学生音乐节广州站之星海学院。

### 参赛经历
2015年，参加浙江卫视《燃烧吧，少年》，作为队长，所属战队在总决赛中胜出，赢得X-Fire称号及即刻出道的资格；凭借超高人气，获得“小样X-FIRE人气活力王”称号。

### 演艺经历
2015年，伍嘉成参与录制浙江卫视播出的《燃烧吧少年》以及由腾讯视频出品的直播节目《少年频道》。期间，伍嘉成和其他练习生共同参加了浙江卫视“奔跑吧2016”跨年演唱会，表演《好想大声说爱你》和节目主题曲《Be a Man》。
2016年9月28日，X玖少年团出道发布会，伍嘉成以队长和主唱身份正式出道。此前，9月24日，组合同名数字专辑《X玖》发布（该专辑收录收录了《以己之名》、《B.O.Y.S》、《永字八法》和《Be a Man》），仅一分钟累计购买量突破一万張，上线50小时销量破19万张，获得酷狗音乐最具人气数字专辑奖和酷我音乐三白金唱片认证奖牌。11月6日，X玖少年团在首届粉丝嘉年华年度盛典获得明星势力榜年度新人团体奖项。12月10日，组合参加腾讯视频星光大赏盛典，获得了“年度青春大势男团奖” 。2017年4月2日，组合在上海大舞台举办了以“以己之名”的主题演唱会。之后，组合演唱腾讯游戏《天天炫斗》三周年主题曲《炫斗青春》。
在组合综艺《X玖少年频道》中担任主持人，并於最后一期发表个人原创作品《隐形人》；该网络综艺在腾讯视频播放。
期间，伍嘉成参与录制爱奇艺游戏类综艺节目《王牌对王牌》，以及湖南卫视的嘉宾访谈游戏综艺节目《快乐大本营》和”春天在哪里“为主题的娱乐脱口秀节目《天天向上》。
2016年9月29日，伍嘉成参演的《超星星学园》在腾讯视频上线。此后，伍嘉成作为捉妖天团参演东方魔幻冒险电影《捉妖记2》，以特别出演的身份饰演《古剑奇谭之流月昭明》少年时期的男主角乐无异，并在东方玄幻剧《斗破苍穹》中饰演元气明亮的昊天。期间，伍嘉成个人获得第七届北京国际电影节·电影市场“网影盛典”暨2017首届IFF网影盛典“网影十佳人气新星”奖。
2018年12月，发行首张个人迷你专辑《5》。2020年7月，发行个人迷你专辑《无名岛》。

## 影視作品

### 電影
| 上映年份 | 電影名稱    | 角色             | 備註                              |
| 2018年   | 《捉妖記2》 | 永寧村少妖團成員 | 隨X玖少年團演唱開場曲《逍遙最好》 |
| 2021年   | 《1921》    | 方豪             |                                   |

### 網絡劇
| 播映年份 | 播映平台 | 劇集名稱             | 角色   | 備註 |
| 2016年   | 騰訊視頻 | 《超星星學園》       | 李亞當 | 隨X玖少年團演唱主題曲《以己之名》 |
| 2018年   | 騰訊視頻 | 《哦！我的皇帝陛下》 | 白無塵 | 隨X玖少年團演唱片头曲《我想给你》、 個人演唱插曲《有你的世界》、 與謝林彤合唱插曲《有你的世界(對唱版)》， 並為插曲《踩影子》作曲作詞 |
| 2021年   | 芒果TV   | 《玲瓏狼心》         | 炎厥   | |
| 2021年   | 愛奇藝   | 《最美不过遇见你》   | 莫泽尘 | |
| 2021年   | 愛奇藝   | 《戀愛生物鐘》       | 陆昀之 | |
| 2021年   | 愛奇藝   | 《许纯纯的茶花运》   | 倪东陵 | |
| 2023年   |          | 《為有暗香來》       | 仲夜阑 | |

### 電視劇
| 播映年份 | 播映平台     | 劇集名稱         | 角色         | 備註                                                           |
| 2018年   | 湖南卫视     | 《鬥破蒼穹》     | 韓閒         | 與X玖少年團成員肖戰、伍嘉成、谷嘉誠 共同演唱片尾曲《鬥破蒼穹》 |
| 2020年   | 東方影視頻道 | 《我的不惑青春》 | 許子謙(少年) |                                                                |

### 短片
| 播映平台       | 短片名稱       | 角色                                         | 備註   | 備註                                                                                     |
| 2015年12月26日 | 浙江衛視       | 短劇《十八歲》                               | 彭楚粵 | 與陳妍希、白澍、肖戰合作，《燃燒吧少年》第六期偶像任務                                   |
| 2016年2月6日   | 騰訊視頻       | 公益短片《少年自救防火牆》                   | -      | 興白澍、肖戰、夏之光合作                                                                 |
| 2016年2月6日   | 浙江衛視       | 短片《騎士精神》                             | 血騎士 | 與舒淇、白澍、肖戰、夏之光合作                                                           |
| 2016年2月6日   | 浙江衛視       | 短片《夜空中最亮的星》                       | -      | 與白澍、肖戰、夏之光合作                                                                 |
| 2019年6月25日  | 彭楚粤個人微博 | 公益短片《舌尖上的塑料》                     | 配音   | 短片由綠色和平製作，彭楚粤被正式委任為綠色和平減塑生活代言人並為短片配音                 |
| 2019年7月12日  | 綠色和平微博   | 公益短片《彭楚粤在清華大學參與一項神秘研究》 | -      | 以綠色和平減塑生活代言人身分與清華大學研究團隊探討了市面上常見的五種飲料杯的實際環境影響 |

== 音乐作品 ==

### 迷你專輯
| #   | 專輯資料 | 曲目                                                                    | 備註 |
| 1st | 《5》 - 發行日期：2019年3月18日 - 語言：漢語普通話 - 唱片公司：哇唧唧哇娛樂（天津）有限公司／智慧大狗 - 類型：CD、數字專輯 - 流派：中文流行音樂 | 曲目 1. 溫順的貓 2. 神秘 3. 新鮮感 （與Yamy合唱） 4. 舞鞋 5. 在你離開後 |      |
| 2nd | 《無名島》 - 發行日期：2020年10月13日 - 語言：漢語普通話 - 唱片公司：哇唧唧哇娛樂（天津）有限公司 - 類型：數字專輯 - 流派：中文流行音樂         | 曲目 1. 無名島 2. 你怎麼這麼黑 3. LONELY 4. April 5. She's Something    |      |

### OST
| 發行日期     | 歌曲名稱   | 歌曲資料                    | 備註                   |
| 2018年9月3日 | 《修煉歌》 | - 作詞：陳曦 - 作曲：董冬冬 | 電視劇《鬥破蒼穹》插曲 |

### 單曲
| 發行日期      | 歌曲名稱     | 歌曲資料                            |
| 2024年7月18日 | 走著想著盼著 | 作詞：ZIN/伍嘉成 作曲：ZIN/伍嘉成   |
| 2024年9月30日 | 九月末       | 作詞：ZIN /伍嘉成 作曲：ZIN /陳鵬飛 |